# Eutropia (vrouw van Maximianus)
Eutropia  (? - na 325) was de uit Syria afkomstige echtgenote van de Romeinse keizer Maximianus.

## Huwelijk met Maximianus en hun kinderen
Eutropia trouwde in de late 3e eeuw met Maximianus, hoewel de exacte datum van dit huwelijk onzeker is. Het paar had twee kinderen: Maxentius (ca. 277–287, West-Romeins keizer van 306 tot 312) en Fausta (ca. 298-326, vrouw van Constantijn de Grote).

## Nog een dochter?
Er is enige twijfel of Flavia Maximiana Theodora, die trouwde met Constantius I Chlorus, een dochter was van Eutropia uit een eerder huwelijk of een dochter was van Maximianus bij een andere vrouw wier naam niet bekend is.